# Марія Шлапялене
Марія Шлапялене (до шлюбу Пясецька; лит. Marija Šlapelienė; 5 червня 1880, Вільно — 4 квітня 1977, Вільнюс) — литовська громадська і політична діячка.

## Біографія

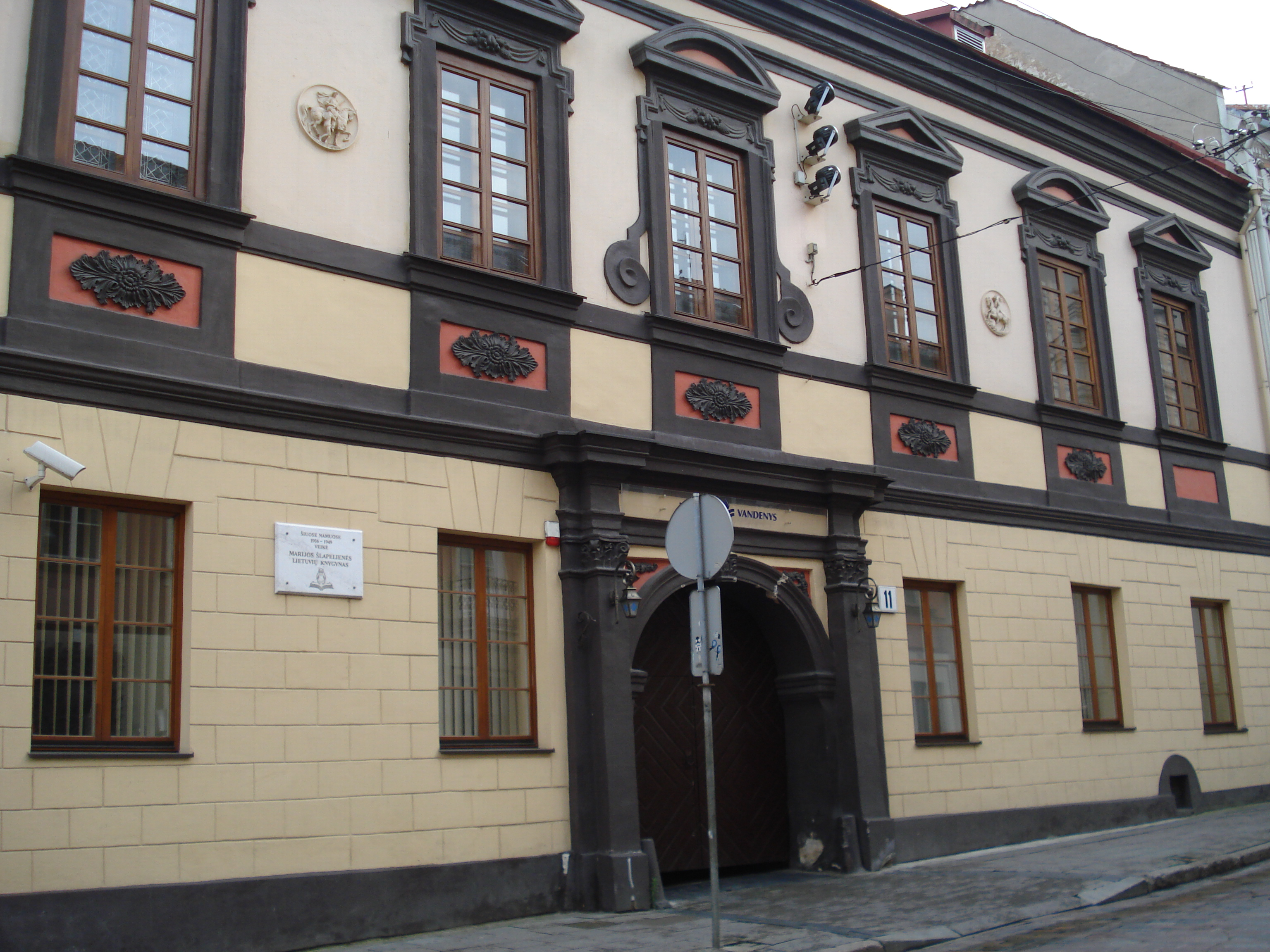
Будівля книжкової крамниці Шлапялісів

Закінчивши гімназію у Вільно (1900), співала в литовському хорі костелу Святого Рафаїла, брала активну участь в литовській культурно-просвітницькій діяльності. Була членом таких товариств, як: „Vilniaus aušra“, „Rūta“, „Žiburėlis“ , а також Литовського наукового товариства. Брала участь у поширенні заборонених литовських друкованих видань.

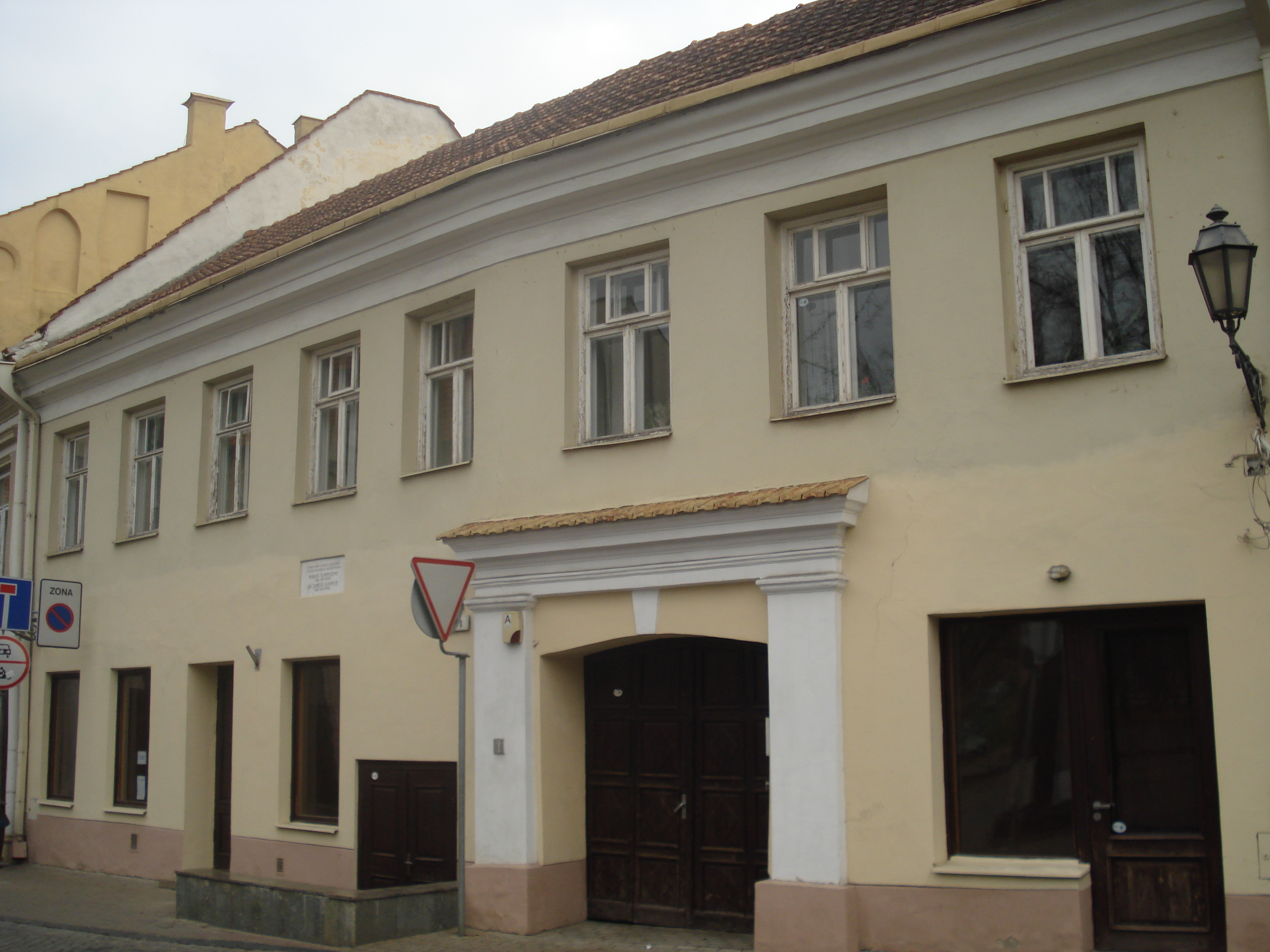
Будинок Шлапялісів

Після скасування заборони на литовський друк латинським шрифтом, в 1904 році почала працювати в редакції газети Пятраса Вілейшіса «Vilniaus žinios». У 1905-1906 роках була завідувачкою першої литовського книгарні, яка функціонувала в 1904-1912 роках у видавництві газети «Vilniaus žinios».
Також Марія Шлапялене виступала на театральній сцені, грала ролі у литовських аматорських драматичних і оперних спектаклях, зокрема: роль Аготи в комедії «Америка в лазні» Кятуракіса (1905), головна роль Біруте в першій литовської опері «Біруте» Мікаса Петраускаса (1906).
У 1906 році, разом із чоловіком Юргісом Шлапялісом і Еляною Бразайтіте, заснувала литовську книжкову крамницю у Вільно на Благовіщенській вулиці (нині вулиця Домінікону) і керувала нею до 1945 року. Магазин займався також видавничою діяльністю і поступово став важливим центром литовського культурного, соціального та політичного життя.
У 1938 році була заарештована за звинуваченням у поширенні антипольських видань (книг та географічних карт, виданих у Литві).
Похована на цвинтарі Расу у Вільнюсі поруч з чоловіком. Надгробний пам'ятник створений художником і скульптором Антанасом Кмеляускасом (1979; за іншими відомостями, у 1981 році). Там же похована дочка, Гражуте Шлапяліте-Сірутене (1909—2009) — громадська діячка та журналістка.

## Пам'ять
В 1991 році у Вільнюсі відкрито дім-музей Марії та Юргіса Шлапялісів у будинку, в якому вони проживали з 1926 року до своєї смерті (вулиця Пілес, 40). На будівлі встановлена меморіальна табличка з написом литовською мовою.
У 2004 році на будинку, де діяла книжкова крамниця Шлапялісів (нині вулиця Домінікону, 11), у зв'язку зі сторіччям скасування заборони на литовський друк латинським шрифтом, було відкрито меморіальну табличку (скульптор Андреюс Зубковас).